# Kovásznai Péter
Kovásznai Péter (?, 1616/1617 körül – Kolozsvár, 1673. július 21.) református lelkész, az Erdélyi református egyházkerület püspöke 1668-tól haláláig.

## Élete
1637. július 20-án Debrecenben a kollégium felső osztályába lépett, azután Sárospatakon tanult, ahonnét külföldre ment és 1643. július 12-én a leideni, augusztus 16-án a groningeni (Petrus J. Koorznai), 1644. május 24-én a franekeri egyetemre iratkozott be, Angliában is tanult. 
Puritánus eszmékkel hazatérve, az 1646-i szatmárnémeti zsinat csak szigorú feltételek mellett engedte meg számára a papi pályát. Fonyon, Ecseden, majd Váradon lelkészkedett. Nézeteinek terjesztésével nem hagyott fel, ezért papi állásából felfüggesztették és fogságba vetették. II. Rákóczi György azonban a puritánusokkal rokonszenvező Lorántffy Zsuzsanna kívánságára Kovásznai Pétert visszaengedte állásába. 
1660-ban a diákokkal ő is védte Váradot a török ellen, de miután Várad török kézre került az egyháztagok egy részével Kolozsvárra ment, ott folytatta tovább működését. 1668-ban az egyházkerület püspökké választotta meg, mely tisztséget 1673-ig, haláláig töltötte be.
Kolozsváron érte a halál 1673-ban. Temetésén Porcsalmi András magyar, Pataki István latin halotti beszédet mondott, melyek nyomtatásban is megjelentek. Síremléke a házsongárdi temetőben található.